# Cours Franklin-Roosevelt (Lyon)
Pour les articles homonymes, voir Cours Franklin-Roosevelt.
Le cours Franklin-Roosevelt est une voie de circulation du 6e arrondissement de Lyon.

## Situation
Peu étendu (557 mètres de longueur) mais très large, le cours comporte des contre-allées arborées bordées par des boutiques, entre autres de luxe. Cette voie commence place du Maréchal-Lyautey et se termine rue Garibaldi, où elle est prolongée par le cours Vitton. Ce site est desservi par la station Foch de la ligne A du métro de Lyon.

## Origine du nom
Ce cours est nommé en l'honneur de Franklin D. Roosevelt, ancien président des États-Unis. 

## Histoire
Le nom est attribué par délibération municipale du 23 avril 1945.
- 1978 : ouverture du métro de Lyon station Foch.
- 2008 : ouverture du parking souterrain Morand.